# ソ・イングク
ソ・イングク（朝：徐 仁國、서인국、英: Seo In-guk、1987年10月23日 - ）は韓国慶尚南道蔚山市（現：蔚山広域市）出身の歌手、俳優である。

## 来歴

### 生い立ち
1987年10月23日に大韓民国慶尚南道蔚山市で生まれる。両親と3歳下の妹の4人家族の中で育つ。子どもの頃から歌うことが好きで、キム・ジョンミンが「悲しい口約束」を披露したステージを観て歌手になることを志す。大学進学を機にソウルに移り、JYPエンターテインメントなど数々のオーディションを受ける。

### 2009年 - 2010年：スーパースターK優勝・歌手デビュー

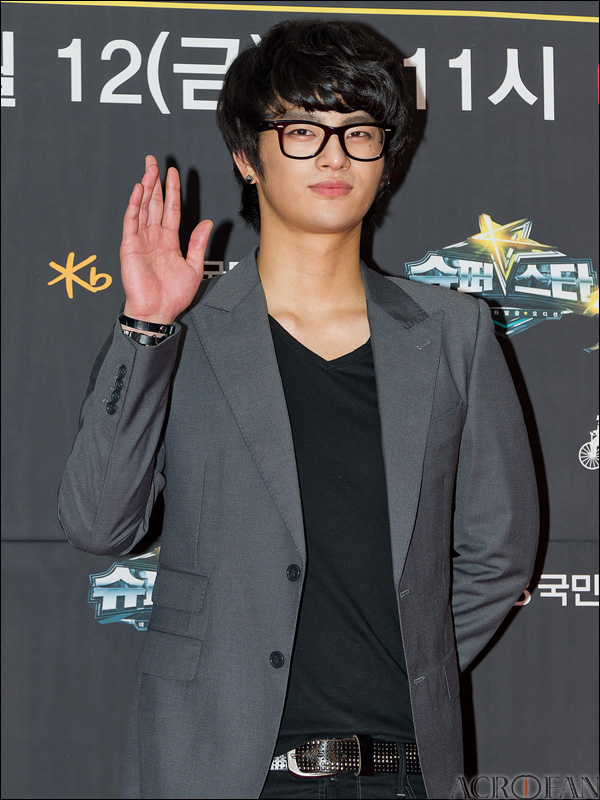
2011年のソ・イングク

2009年、Mnetの歌唱コンテスト『スーパースターK』に出場し72万人の頂点に立つ。優勝特典として、『2009MAMA』に出演しスペシャルステージを披露した。2009年10月27日にはデビュー曲「呼ぶよ」を発売し音楽チャートで1位を獲得した。また「2009年DMA男性新人賞」を受賞した。
2010年、ジェリーフィッシュエンターテインメントと契約を結び、5月6日にミニアルバム「Just Beginning」を発売し正式にデビューをした。一方でなかなかステージに上がる機会に恵まれない時期も過ごす。

### 2012年：俳優デビュー・ブレイク
2011年9月に初めて俳優のオーディションを受け、ユン・ソクホPDが演出するKBSドラマ『ラブレイン』（2012年3月～放送）でキム・チャンモ/キム・チョンソル役にキャスティングされ俳優デビューを果たす。当初過去の回想シーンのみの出演だったが、放送後、初挑戦とは思えぬ演技が評判となり予定になかった現代シーンに再登場した。2012年5月にドラマのOSTを通じてソ・イングクの初の自作曲である「運命」を発表した。ドラマ放送開始前の1月にミュージカル『光化門恋歌』にも出演している。
同年7月、tvNドラマ『応答せよ1997』で初主演に抜擢。イングク自身が慶尚道出身ということもあり釜山男子の主人公ユンジェをリアルに演じると、男性の方言に魅了される人が続出。社会現象を巻き起こすヒットとなりブレイクを果たす。また、カップル役を演じたチョン・ウンジ（Apink）とのデュエット曲「All For You」が長期に渡り音源サイトで1位を占め、ガオンチャートミュージックアワードやMnet Asian Music Awardsなど音楽の賞も席巻するなど、歌手としての地位も獲得した。
この年の活躍で第6回コリアドラマアワーズで男性新人賞、K-Star Awardsでライジングスター賞を受賞したほか、Mnet SIAが選定2012年を輝かせた10代のスタイルアイコン、男性ファッション誌GQコリアのMEN OF THE YEAR今年の男性16人、ジョイニュースの2012ホットスター8人に選定される。

### 2013年 - 2016年：多方面で活躍・日本デビュー

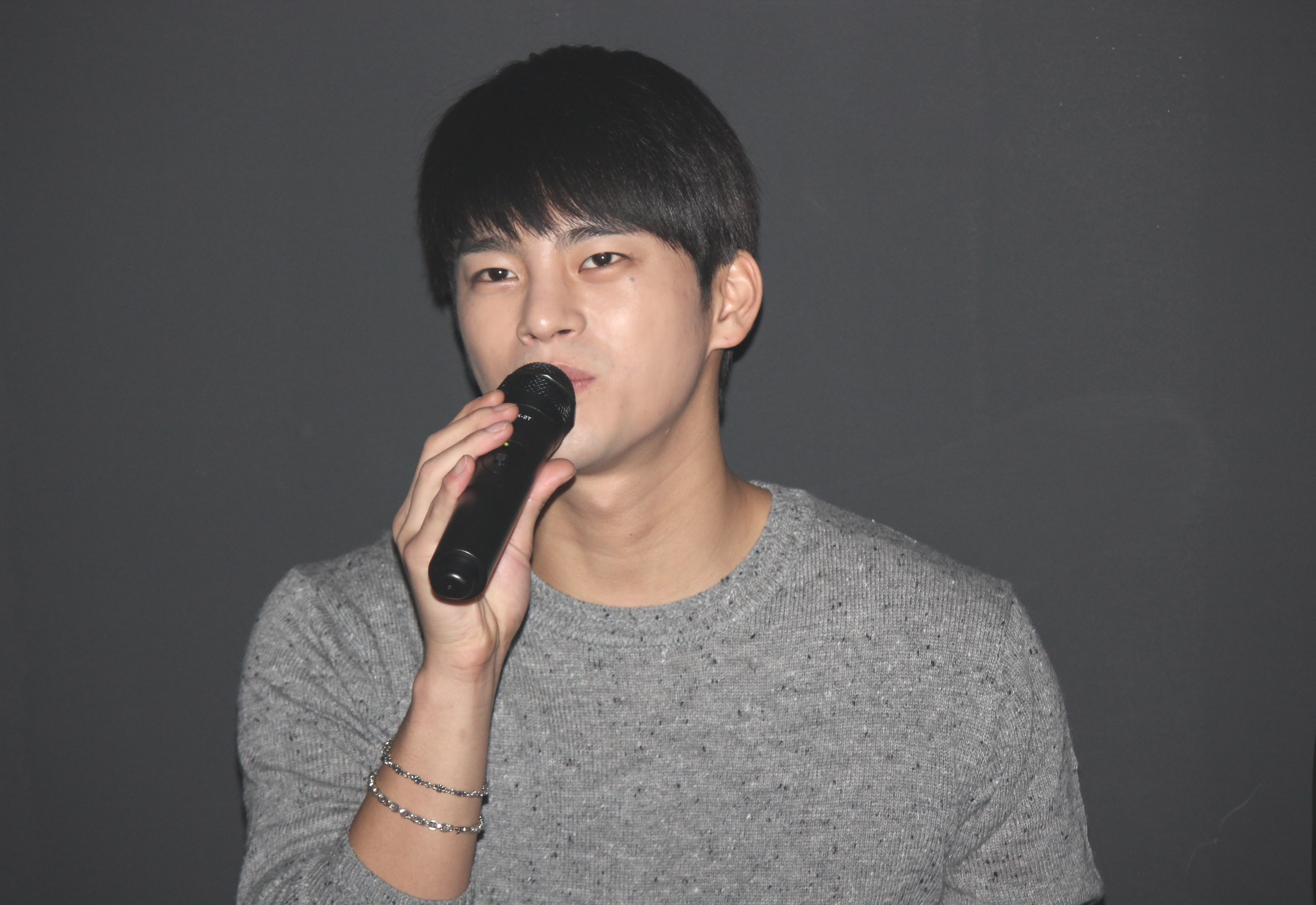
2013年のソ・イングク

2013年4月、アルバム『笑って泣いて』をリリースし、スーパースター出身の最初の地上波3社の音楽番組に出演。 
日本の事務所Irving Entertainmentと契約したのち（2012年7月）、2013年4月24日にシングル『Fly Away』で日本デビューを果たす。6月にはドラマ『主君の太陽』に出演し、ドラマのOSTにも参加するとイングクが歌う挿入歌「恐れもなく」は音楽チャートで1位を占めた。
10月、映画初出演でイ・ジョンソクとW主演を務めた『君に泳げ!』が公開される。
12月には念願の単独コンサート『サプライングク』を開催した。
2014年、tvN月火ドラマ『ナイショの恋していいですか!?』に出演しイ・ミンソク役とイ・ヒョンソク1人2役を演じ毎話、話題を起こした。11月にはKBSドラマ『王の顔』で朝鮮時代第15代国王・光海君を演じ時代劇初主演を務め、KBS演技大賞新人賞に輝く。
同年、初の日本アルバム『エバーラスティング』をリリースし、オリコンデイリーチャート9位を獲得、第28回日本ゴールドディスク大賞で「ベスト3ニューアーティスト（アジア）賞」を受賞した。
2015年3月から5月、2016年にもSBSバラエティ番組『ジャングルの法則』に出演するなどバラエティでも活躍を見せる。
2016年6月にはOCNドラマ『元カレは天才詐欺師 〜38師機動隊〜』でマ・ドンソクとタッグを組みプロの詐欺師を演じ、OCN最高視聴率を獲得。その後、MBCドラマ『ショッピング王ルイ』で、生活能力はゼロだが子犬のような笑顔が魅力的なイケメン御曹司を演じた。この年の活躍が認められ、第11回アジアドラマカンファレンスで特別賞を受賞した。

### 2017年：入隊・兵役免除・移籍
2017年3月28日に京畿道漣川郡5師団新兵教育大隊に入隊したが骨軟骨病変のため帰宅命令が下された。その後、3回にわたる再検査の末、5級戦時勤労役兵役処分を受け兵役免除となった。帰宅命令を受けて4か月後、ファンコミュニティに兵役免除に対する心境を綴った。
2017年8月4日、ジェリーフィッシュエンターテインメントとの契約が満了し、『応答せよ1997』で共演以来の親友のイ・シオンの紹介でBSカンパニーに移籍。2019年からはBSカンパニーから設立された俳優マネジメント会社Story J Companyに所属している。

### 2018年 - ：俳優復帰・歌手活動再開
2018年、日本で大ヒットしたドラマ『空から降る一億の星』の韓国リメイク版で主演を務めた。
2019年に映画『パイプライン』の撮影を終えた。2020年12月『ある日、私の家の玄関に滅亡が入ってきた』にキャスティング確定し、2021年上半期にtvNで2年半ぶりにドラマに復帰した。2021年6月22日にこの作品でOSTに参加し、3年ぶりに歌手として活動した。
2022年6月14日、5年ぶりとなるアルバム『LOVE＆LOVE』をリリース。タイトル曲の「MY LOVE」はBugsチャートで1位を獲得した。2023年10月11日には日本デビュー10周年を記念してシングル『THE X』をリリース。11月には記念コンサート『IN THE X』を東京と大阪で開催。

## 音楽活動

### アルバム

#### 日本
- 2013年 《Fly Away》
- 2013年 《We Can Dance Tonight》
- 2014年 《Everlasting Love》
- 2014年 《Hug》
- 2015年 《Last Song》

#### 韓国
- 2009年 《부른다》(呼ぶよ)
- 2010年 《Just Beginning》
- 2010年 《애기야》(エギヤ)
- 2011年 《BROKEN》
- 2011年 《Shake It Up》
- 2012年 《운명》(運命) KBSドラマ『ラブレイン』OST
- 2012年 《Perfect Fit》
- 2012年 《All for you 》tvNドラマ『応答せよ1997』OST
- 2012年 《우리 사랑 이대로》tvNドラマ『応答せよ1997』OST
- 2013年 《너 땜에 못살아》(君のせいで生きていけない）
- 2013年 《웃다 울다》(笑って泣いて)
- 2013年 《겁도 없이》(恐れもせず) SBSドラマ『主君の太陽』OST
- 2013年 《이별남녀》(別れ男女）
- 2014年 《봄타나봐》(BOMTANABA）
- 2014年 《돌아오는 길》(帰ってくる道) tvNドラマ『ナイショの恋していいですか?!』OST
- 2016年 《너 라는 계절》(君という季節）
- 2016年 《BeBe》
- 2017年 《꽃》(花) tvNドラマ『明日、あなたと』OST
- 2017年 《함께 걸어》(一緒に歩いて)
- 2017年 《민트 초콜릿》(Mint Chocolate)
- 2018年 《별,우리》(Star) tvNドラマ『空から降る一億の星』OST
- 2021年 《はるか遠い後日私たちが》tvNドラマ『ある日、私の家の玄関に滅亡が入ってきた』OST

## 出演作品

### 映画
- 君に泳げ!（朝鮮語版）（2013年）- ジョ・ウォンイル 役
- パイプライン（2021年） - ピンドリ 役
- オオカミ狩り（2022年）- ジョンドゥ 役[36]

### テレビドラマ
- ラブレイン（2012年、KBS） - キム・チャンモ 役 / キム・チョンソル 役 1人2役[37]
- 応答せよ1997（2012年、tvN） - ユン・ユンジェ 役
- マイ・ラブリー・ブラザーズ（2012年-2013年、MBC） - ユ・スンギ 役
- 主君の太陽（2013年、SBS） - カン・ウ 役
- 応答せよ1994（2013年、tvN） - ユン・ユンジェ 役（カメオ出演）
- ナイショの恋していいですか!?（2014年、tvN） - イ・ミンソク 役 / イ・ヒョンソク 役 1人2役
- 王の顔（2014年-2015年、KBS） - 光海君 役
- 君を憶えてる（2015年、KBS） - イ・ヒョン 役
- ああ、私の幽霊さま（2015年、tvN） - エドワード・ソ 役（カメオ出演）
- 彼女はキレイだった（2015年、MBC） - パーティのゲスト 役
- 元カレは天才詐欺師 〜38師機動隊〜（2016年、OCN） - ヤン・ジョンド 役
- ショッピング王ルイ（2016年、MBC） - ルイ 役
- 空から降る一億の星（2018年、tvN） - キム・ムヨン（カン・ソンホ） 役
- アビス（2019年、tvN）- 宇宙人 役（カメオ出演）
- ナビレラ-それでも蝶は舞う-（2021年、tvN）- ファン・ヒ 役（カメオ出演）
- ある日、私の家の玄関に滅亡が入ってきた（2021年、tvN） - 滅亡 役[38]
- 美男堂の事件手帳（2022年、KBS） - ナム・ハンジュン 役[39]
- もうすぐ死にます（2023年）- チェ・イジェ 役

### WEBドラマ
- とあるアンニョン（Another Parting）（2014年、Drama Cube）

### ミュージカル
- 光化門恋歌（2011年）- ヒョヌ 役[40]

### ミュージックビデオ
- K.Will「こんなことしないで(Please don't…)」（2012年、MV）
- Jo Moon Geun「그냥 걸었어 (I Just Walked)」（2012年、MV）
- Phone「Pick up the phone(다시는)」（2013年、MV）
- Melody Day「Another Parting」（2014年、MV）
- K.Will「僕に似合う別れの歌がない(No Sad Song For My Broken Heart)」（2024年、MV）

## 監督作品
- 「MY LOVE」（ウム・ウンソクとの共作、2022年、MV）
- ファンミーティング「하(夏)루 : HEART & LOVE」上映短編映画（2022年）
- 「また、夢」（2022年、MV）
- 「Fallen」（andreas_thegreekとの共作、2022年、MV）
- ソ・イングク コンサート「Blending」短編映画（2023年）
- RAINA 「The way we were」（andreas_thegreekとの共作、2023年、MV）
- 「TRAP by SEO IN GUK」（ショートショート　フィルムフェスティバル＆アジア2023　オンライン会場オープニング招待作品、2022年）

## 受賞
- 2009年  Mnet スーパースターK優勝[4]
- 2010年 サイワールドデジタルミュージックアワード2009男性新人賞受賞（『呼ぶよ』）
- 2012年 第6回コリアドラマフェスティバル「ベストカップル賞」（『応答せよ1997』）[41]
- 2012年 第6回コリアドラマフェスティバル「男性新人賞」（『ラブレイン』、『応答せよ1997』）[41]
- 2012年 第5回スタイルアイコンアワード「10代スタイルアイコン賞」（『応答せよ1997』）
- 2012年 第1回K-ドラマスターアワード「ライジングスター賞」（『応答せよ1997』）[41]
- 2012年 第1回K-ドラマスターアワード「ベストカップル賞」（『応答せよ1997』）[41]
- 2012年 第1回K-ドラマスターアワード「ベストOST賞」（『All For You』）[41]
- 2012年 第4回Melon Music AwardsMBC「ミュージックスター賞」（『All For You』）
- 2012年 Mnet Asian Music Awards ベストOST部門 「ベストO.S.T賞」（『All For You』）[10]
- 2012年 2nd ガオンチャートK-POPアワード2012「今年の歌手賞9月部門」(『ALL For You』)
- 2013年 SBS演技大賞 New Star賞（『主君の太陽』）
- 2013年 3rd ガオンチャートK-POPアワード2013「今年の歌手賞12月部門」(『別れる男女』)
- 2014年 第28回日本ゴールドディスク大賞「BEST3 NEW ARTISTS賞」（『Fly Away』）[21]
- 2014年 KBS演技大賞「男性新人賞」（『王の顔』）[19]
- 2016年 第1回tvN10アワードドラマ男性部門「Made in tvN」（『応答せよ1997）』）[41]
- 2016年 第1回tvN10アワード「ベストキス賞」（『応答せよ1997』）[41]
- 2016年 第11回アジアドラマアカンファレンス「アジア文化交流特別表彰」（『元カレは天才詐欺師 〜38師機動隊〜』、『ショッピング王ルイ』）[23]
- 2016年 MBC演技大賞「男性優秀賞」（『元カレは天才詐欺師 〜38師機動隊〜』）
- 2023年 ショートショートフィルムフェスティバル＆アジア2023「グローバルスポットライトアワード」（『TRAP by SEO IN GUK』）[42]

## 日本での活動

### ファンミーティング・コンサート
| 年度 | 開催日   | 開催会場                   | タイトル                                                           | 参考   |
| ---- | -------- | -------------------------- | ------------------------------------------------------------------ | ------ |
| 2013 | 7月21日  | 東京大手町・日経ホール     | ソ・イングクJAPAN 1stファンミーティング～HELLO!～                  |        |
| 2014 | 8月10日  | 日比谷公会堂               | SEOINGUK Fan Meeting2014’IMPACT’                                   |        |
| 2015 | 8月29日  | グランド ハイアット東京    | SEOINGUK 2015 SPECIAL PARTY IN JAPAN ~with you~                    |        |
| 2016 | 3月18日  | ザ・リッツ・カールトン東京 | SEOINGUK SPECIAL SHOW 2016 〜Happy White Day〜                     |        |
| 2016 | 11月12日 | 日テレらんらんホール       | SEOINGUK 2016 JAPAN LIVE TALK SHOW                                 |        |
| 2019 | 3月12日  | 中野サンプラザ             | FAN CONCERT in JAPAN 雪（ソル）：レイム ～一緒に過ごす僕らの季節～ |        |
| 2019 | 3月19日  | オリックス劇場             | FAN CONCERT in JAPAN 雪（ソル）：レイム ～一緒に過ごす僕らの季節～ |        |
| 2022 | 7月30日  | YES24ライブホール          | 夏（ハ）ル：HEART＆LOVE                                            | [ 43 ] |
| 2022 | 8月9日   | Zepp DiverCity             | 2022 SEO IN GUK FANMEETING One [Summer day]                        | [ 44 ] |
| 2022 | 8月11日  | Zeep Namba                 | 2022 SEO IN GUK FANMEETING One [Summer day]                        | [ 45 ] |
| 2023 | 1月12日  | 中野サンプラザホール       | 2023 SEO IN GUK CONCERT＜Blending＞                                |        |

### ショーケース
| 開催日        | 開催会場                                   | タイトル                     |
| ------------- | ------------------------------------------ | ---------------------------- |
| 2014年1月25日 | 東京虎ノ門・ニッショーホール(日本消防会館) | SEOINGUK JAPAN SHOWCASE 2014 |